# Wikirace
Wikirace is een spel waarin de spelers van de ene Wikipedia-pagina naar de andere proberen te gaan met uitsluitend interne links. Er zijn verschillende variaties, door bijvoorbeeld zo snel mogelijk of met zo min mogelijk links te spelen. Het spel kent ook verschillende namen, waaronder Het Wikipediaspel, Klikipedia, Wikipedia Maze, Wikispeedia, Wikiwars, Wikipedia Ball, Litner Ball, Wikipedia Race en Wikipedia Speedrunning. Er zijn externe websites gemaakt om het spel te vergemakkelijken.
Onder de naam Klikipedia was dit een onderdeel van het VRT-televisieprogramma Iedereen beroemd.

## Variaties
Wikiracing heeft veel verschillende varianten, maar de twee meest populaire zijn:
- Speed Wiki, waarin deelnemers strijden om zo snel mogelijk of binnen een bepaalde tijd de (eerder overeengekomen) eindpagina te bereiken.[7] Men kan ook valsspelen; op de website sixdegreesofwikipedia.com kan de kortste route tussen twee pagina's worden berekend.[8]
- Click Wiki, waarin deelnemers racen om met de minste klikken of binnen een bepaald aantal klikken de laatste pagina te bereiken.